# ホセ・マヌエル・ロハス
ホセ・マヌエル・ロハス・バハモンデス（José Manuel Rojas Bahamondes 、1983年6月23日 - ）は、チリ・タラガンテ県タラガンテ出身の元プロサッカー選手。元チリ代表。現役時代のポジションは、ディフェンダー。

## 経歴

### クラブ
クラブキャリアの大半をウニベルシダ・デ・チレで過ごし、13年にわたる在籍期間中様々なタイトルを獲得した。2017年にセグンダ・ディビシオンBのロルカFCに移籍。

### 代表
2007年5月のキューバ戦でチリ代表デビュー。

## 代表歴

### 出場大会
- チリ代表
  - 2014 FIFAワールドカップ

### 試合数
- 国際Aマッチ 24試合 1得点（2007年-2015年）[1]

| チリ代表 | 国際Aマッチ | 国際Aマッチ |
| 年       | 出場        | 得点        |
| -------- | ----------- | ----------- |
| 2007     | 1           | 1           |
| 2008     | 0           | 0           |
| 2009     | 1           | 0           |
| 2010     | 0           | 0           |
| 2011     | 0           | 0           |
| 2012     | 5           | 0           |
| 2013     | 10          | 0           |
| 2014     | 5           | 0           |
| 2015     | 2           | 0           |
| 通算     | 24          | 1           |

### 得点
| # | 開催日        | 会場                         | 対戦国   | スコア | 結果 | 試合概要 |
| - | ------------- | ---------------------------- | -------- | ------ | ---- | -------- |
| 1 | 2009年8月12日 | Estadio Rubén Marcos Peralta | キューバ | 2-0    | 3-0  | 親善試合 |

## タイトル

### クラブ
ウニベルシダ・デ・チレ
- プリメーラ・ディビシオン (5): 2004アペルトゥーラ, 2011アペルトゥーラ, 2011クラウスーラ, 2012アペルトゥーラ, 2014アペルトゥーラ
- コパ・スダメリカーナ (1): 2011
- コパ・チレ (2): 2012-13, 2015
- スーペルコパ・デ・チレ (1): 2015

### 代表
- コパ・アメリカ: 2015

### 個人
- プリメーラ・ディビシオン年間ベストイレブン (2): 2011, 2012